# منتخب التشيك للباندي
منتخب التشيك الوطني للباندي هو ممثل التشيك الرسمي في المنافسات الدولية في الباندي في فئة الباندي للرجال.